# Phormophora maura
Phormophora maura är en insektsart som beskrevs av Fabricius. Phormophora maura ingår i släktet Phormophora och familjen hornstritar. Inga underarter finns listade i Catalogue of Life.